# Ровенский, Николай Степанович
Николай Степанович Ровенский (18 октября 1926—1995) — русский советский литературовед, специалист по советской казахской литературе. Заведовал отделом критики журнала «Простор». Также занимался переводами.

## Биография
Родился 18 октября 1926 года в селе Новошипуново Краснощековского района Алтайского края в крестьянской семье. С семи лет жил в Алма-Ате.
В 1943—1947 годах учился в Алма-Атинском техникуме железнодорожного транспорта, по окончании которого трудился на строительстве магистрали Чу-Моинты соединяющей Турксиб с Транссибом.
В 1953 году окончил филологический факультет Казахского государственного университета им. С. М. Кирова. Член КПСС.
Заведовал отделом критики журнала «Простор» под руководством И. Шухова. Два года был заведующим редакции русской литературы издательства «Жазушы».
В 1991—1995 годах — литературный консультант Союза писателей Казахстана, старший научный сотрудник Института литературы и искусства им. М. О. Ауэзова.
В 1994 году защитил диссертацию на соискание ученой степени кандидата филологических наук.
Умер в 1995 году.
Награждён грамотой Верховного Совета Казахской ССР.

## Труды
Начало литературно-критической работы относится к 1953 году, когда в журнале «Советский Казахстан» появилась его первая статья «Традиции Некрасова в творчестве Исаковского». С тех пор были опубликованы десятки его статей, посвященных вопросам развития советской литературы и проблемам литературы Казахстана.
В 1961 году вышел первый сборник его статей «День и песня». Затем вышли сборники «Талант и провинциальность» (1967), «Назначить себе высоту» (1973), «Читая и перечитывая» (1976).
Был ответственным редактором сборника литературно-критических очерков «Творчество русских писателей Казахстана» (1992).
Также занимался переводами на русский язык произведений казахских писателей, в том числе повести Б. Майлина «Пятнадцать дворов», Р. Раимкулова «Зеленый заслон», книгу У. Канахина «Хочу людям счастья», критико-биографический очерк А. Нуркатова «Мухтар Ауэзов».

## Оценки
Он на моих глазах вступил в литературу и много лет плодотворно работает в ней, каждую строку свою посвящая Казахстану. Вся деятельность Николая Ровенского является свидетельством нерасторжимой дружбы народов в литературной жизни Советского Казахстана. Сын русского крестьянина, родившийся в соседнем с Казахстаном Алтайском крае, Николай Степанович Ровенский с семи лет живет в Алма-Ате. … Н. Ровенский умеет преодолеть литературоведческую рутину и добиться того, чтобы статья, рецензий, обзор звучали свежо, чтобы слова в них играли, светились живыми красками. Формируя свой стиль, он, как мне кажется, многому учился и учится у выдающегося советского литературоведа-стилиста Виктора Борисовича Шкловского. … Н. Ровенский внес свой весомый вклад в литературу Советского Казахстана. Но мне кажется, главная книга (счастливое выражение Ольги Берггольц) у Ровенского еще впереди, вероятнее всего в его творческих замыслах.— М.К. Каратаев, 1976 год

Н. Ровенский владел редкостным литературным вкусом (С. Санбаев) и литературным талантом (В. Бадиков). Труды Н. Ровенского — в одном ряду с научными исследованиями теоретических проблем взаимосвязей литератур стран Востока и Запада, России и Казахстана, национальных литератур Казахстана. Размышления о высоком гражданском назначении критики, объективности, эстетическом уровне произведений и глубине анализа звучат со страниц книг, ставших неотъемлемой частью казахстанского литературоведения. Н. Ровенский был уверен в том, что русский писатель в национальной республике «обладает тем дополнительным преимуществом, что может свободно пересекать этнографическую границу и становиться обладателем ценнейших знаний, новых, ярких и поэтических образов».— С.В. Ананьева, кандидат филологических наук, доцент, завотделом аналитики и внешних литературных связей Института литературы и искусства им. М. О. Ауэзова,  2016 год

## Память
В 2003 году именем Н. С. Ровенского была названа улица в городе Алма-Ата.